# Earl of Dunbar
Earl of Dunbar war ein erblicher britischer Adelstitel, der zweimal in der Peerage of Scotland verliehen wurde.
Der Name des Earldoms bezieht sich auf die Stadt bzw. Burg Dunbar in East Lothian.

## Verleihungen

### Erste Verleihung
Der Titel entstand de facto erstmals um 1072 für Gospatric, Earl of Northumbria. Dieser war der angelsächsische Earl of Northumbria, wurde unter Wilhelm dem Eroberer aus Northumbria vertrieben (The Harrying of the North), floh nach Schottland, wurde dort 1072 von seinem Cousin König Malcolm III. zum Great Steward erhoben und mit der Burg Dunbar und umfangreichen Ländereien in Lothian und den Scottish Marches verbunden war. Nachdem er bald darauf in East Lothian und den Marches entscheidende Siege gegen marodierenden Banditen erkämpft hatte, erhob ihn der König zum Earl of the March. Sein Sohn Gospatric siegelte als Earl of Lothian und fiel 1138, als er das Aufgebot Lothians in die Standartenschlacht gegen die Engländer führte. Urkundlich werden er und sein Sohn Gospatric, meist schlicht Earl (lat. Comes) genannt. Ab dessen Sohn Waltheof setzte sich die Bezeichnung Earl of Dunbar nach seiner Stammburg durch. Ab Patrick Dunbar, 7. Earl of Dunbar wurde auch die Alternativbezeichnung Earl of March geläufig, die daher rührt, dass der Earl das Grenzgebiet (Mark) an der schottisch-englischen Grenze (Scottish Marches) kontrollierte. Der Titel ist nicht mit dem auf schottischer und englischer Seite mehrfach geschaffenen Titel Earl of March oder dem schottischen Titel Earl of Lothian zu verwechseln.
George Dunbar, 9. Earl of Dunbar lief 1400 zeitweise zu den Engländern über und bekam seinen Earlstitel aberkannt, wurde aber 1409 von König Jakob I. begnadigt und der Titel wiederhergestellt. Die Begnadigung wurde am 10. Januar 1435 durch Parlamentsbeschluss für ungültig erklärt, seinem inzwischen amtierenden Sohn und Nachfolger, George Dunbar, 10. Earl of Dunbar.
der Titel endgültig aberkannt und seine Ländereien zugunsten der Krone eingezogen.

### Zweite Verleihung
Am 3. Juli 1605 wurde der Titel Earl of Dunbar für den Chancellor of the Exchequer George Home, 1. Baron Hume of Berwick neu geschaffen. Bereits am 7. Juli 1604 war er in der Peerage of England zum Baron Hume of Berwick erhoben worden. Das Earldom wurde ihm mit dem Zusatz verliehen, dass es in Ermangelung direkter männlicher Nachkommen auch an sonstige „männliche Erben“ (heirs male whatsoever) vererbbar sei. Als der Earl am 20. Januar 1611 starb, hatte er zwei Töchter aber keine Söhne. Seine Titel ruhen seither. Sein Bruder John Home und dessen Nachkommen beanspruchten in der Folgezeit mehrfach den Earlstitel, es gelang aber bislang keinem von ihnen, eine rechtswirksame offizielle Anerkennung des Titels beim House of Lords zu erwirken.

## Liste der Earls of Dunbar

### Earls of Dunbar, erste Verleihung (um 1072)
- Gospatric, Earl of Northumbria († vor 1115)
- Gospatric Dunbar, 1. Earl of Dunbar († 1138)
- Gospatric Dunbar, 2. Earl of Dunbar († 1166)
- Waltheof Dunbar, 3. Earl of Dunbar († 1182)
- Patrick Dunbar, 4. Earl of Dunbar († 1232)
- Patrick Dunbar, 5. Earl of Dunbar († 1248)
- Patrick Dunbar, 6. Earl of Dunbar (* 1213; † 1289)
- Patrick Dunbar, 7. Earl of Dunbar (* 1242; † 1308)
- Patrick Dunbar, 8. Earl of Dunbar (* 1285; † 1369)
- George Dunbar, 9. Earl of Dunbar (* 1340; † 1420) (Titel aberkannt 1400; Titel wiederhergestellt 1409)
- George Dunbar, 10. Earl of Dunbar (* etwa 1370; † 1457) (Titel aberkannt 1435)

### Earls of Dunbar, zweite Verleihung (1605)
- George Home, 1. Earl of Dunbar (* um 1556; † 1611)